# Dnes
Dnes či dnešek je označení pro právě probíhající den. Přísně vzato se jedná o dobu od poslední do příští půlnoci, často se ale tímto pojmem označuje doba od probuzení do usnutí, přestože tato doba může přesahovat skutečné vymezení jednoho kalendářního dne.
V přeneseném významu slova se může také jednat o označení pro současnost.

## Etymologie
Slovo dnes má všeslovanský původ, praslovanské *dьnьsь znamenalo vlastně tento den (*dьnь + sь). Podobná jazyková stavba ze zachovala v češtině u slova letos – toto leto – tento rok.